# Max Planck
Max Planck (Kiel, 23. travnja 1858. - Göttingen, 4. listopada 1947.), njemački fizičar, kojeg se smatra osnivačem kvantne teorije, za koju je dobio Nobelovu nagradu za fiziku 1918. Studij započet u Münchenu nastavio je u Berlinu, doktorirao je 1879. u Münchenu i ondje ostao kao predavač (od 1880. do 1885.). Godine 1885. do 1889. bio je profesor u Kielu, a 1899. dobio je profesorsko mjesto u Berlinu, gdje je ostao do umirovljenja 1927. U Berlinu je proučavao raspodjelu toplinsko zračenja crnoga tijela po frekvencijama. Godine 1900. postavio je jednadžbu (Planckov zakon) kojom je obuhvatio poznate zakone zračenja i istodobno izbjegao problem takozvane ultraljubičaste katastrofe tada poznatih zakona. Planckova se jednadžba temelji na pretpostavci kvantiziranosti oscilatora kojima je opisao crno tijelo, čime je uveo načelo diskontinuiteta u fizici. Prema Plancku, energija se može emitirati i apsorbirati samo u diskretnim količinama, kvantima energije. Iako s Planckom započinje kvantna era, on sam nije sudjelovao u daljnjem razvoju kvantne teorije. Sljedeći korak učinio je A. Einstein u godini svojih velikih otkrića, 1905., kada je uveo kvant svjetlosti, foton. Svakomu Planckovu kvantiziranom oscilatoru odgovara foton određene valne duljine, odnosno frekvencije. Godine 1918. kvantna teorija bila je široko prihvaćena i na njezinim je temeljima objašnjen niz pojava, za što je Planck te godine dobio Nobelovu nagradu za fiziku. Istodobno je Planckovo zanimanje bila Einsteinova specijalna teorija relativnosti i uz njegovu potporu Einstein je 1914. bio pozvan u Berlin, gdje su mu se nudili iznimni uvjeti istraživanja na berlinskoj akademiji. Planck, koji je uz akademski rad obnašao i najviše administrativne dužnosti, u drugoj polovici života bio je zaokupljen filozofskim i općim pitanjima vezanima uz probleme fizike. Nakon 1945. svojim je autoritetom spasio Berlinsko društvo cara Vilima od ukidanja. To je društvo preimenovano 1948. u Društvo "Max Planck" (njem. Max-Planck-Gesellschaft). Unutar toga društva, sjedište kojega je danas u Münchenu, od 2001. djeluje 79 instituta pod Planckovim imenom.

## Životopis
Max Planck dolazi iz akademske obitelji. Otac mu je bio profesor prava, oba pradjeda su bili profesori teologije, a ujak po ocu je bio sudac. 
Max Planck je rođen u Kielu, a roditelji su mu bili Johann Julius Wilhelm Planck i njegova druga žena Emma Patzig. Bilo ih je šestero djece u obitelji, od čega dvoje blizanaca iz prvog braka. U svom djetinjstvu doživio je dansko-pruski rat 1864. godine. 1867. njegova obitelj se seli u München, gdje se upisao u gimnaziju. U gimnaziji ga je zapazio profesor iz matematike, koji ga je dodatno učio astronomiji i mehanici. 
Max Planck je bio nadaren i za glazbu. Učio je pjevati i svirati klavir, orgulje i violončelo, a skladao je pjesme i opere. Ipak, najviše interesa je pokazao za fiziku.
Zanimljivo je da je za vrijeme njegovoga studija fizike, profesor koji mu je predavao, govorio kako je u fizici već gotovo sve otkriveno i da nema puno budućnosti u istraživanja na tom području. Mladi Max se očito nije baš složio s njim.
1877. je otišao u Berlin, da studira fiziku s poznatim fizičarima, kao što su Hermann von Helmholtz, Gustav Kirchhoff i Rudolf Clausius. Oni su govorili da Max nikad nije bio dovoljno pripremljen, da je pričao sporo, često pogrešno računao i da ga je bilo dosadno slušati. Na kraju se Max odlučio za teorijsku fiziku. 1878. je uspješno obranio dizertaciju vezanu za drugi zakon termodinamike. 1880. je predstavio svoju habilitacijsku tezu o ravnotežnom stanju izotropnih tijela na različitim temperaturama.

### Akademska karijera
U početku svog rada je davao privatne lekcije u Münchenu. Iako ga je akademska zajednica zapostavila, on je nastavio raditi na teoriji topline i proučavanjem entropije. 1885. je postao profesor teorijske fizike na sveučilistu u Kielu. Nakon 4 godine dobio je položaj na Sveučilištu u Berlinu. 1926. je išao u mirovinu.

### Obitelj
Godine 1887. stupio je u brak s Marie Merck (1861. – 1909.). Imali su četvoro djece: Karla, blizanke Emmu i Grete, te Erwina. Dok je radio u Berlinu, u njegovoj su se vili okupljali poznati znanstvenici tog vremena, kao Albert Einstein, Otto Hahn, Lise Meitner i drugi. 
Godine 1909. Maxu je umrla žena, najvjerojatnije od tuberkuloze. Godine 1911. oženio se Margom von Hoesslin (1882. – 1948.) i te su godine dobili sina Hermanna. 
Za vrijeme Prvog svjetskog rata njegov sin Erwin završio je u zatvoru u Francuskoj 1914., a njegov najstariji sin Karl je poginuo u bitci za Verdun 1917. Njegova kćerka Grete je umrla 1917. kod porođaja prvog djeteta, a dvije godine kasnije i sestra mu je umrla na sličan način. 1944. njegov sin Erwin je sudjelovao u neuspjelom atentatu na Hitlera, u srpanjskoj uroti i 1945. je bio pogubljen.

### Profesor na Berlinskom sveučilištu
U Berlinu se pridružio Fizikalnom društvu, gdje je bio predsjednik od 1905. do 1909. godine. Postoji priča koja govori da je Planck, koji je tada imao četrdesetak godina, trebao održati predavanje o kvantnoj teoriji na nekom sveučilištu. Kako je tom prilikom zaboravio u kojoj je dvorani trebao predavati, odlučio je zatražiti za pomoć nekoga iz ureda Katedre za fiziku. Tamo prisutne je zapitao gdje profesor Planck održava predavanje, na što mu je jedan od prisutnih odgovorio kako tamo nema što tražiti jer je previše mlad da bi shvatio o čemu profesor Planck govori.
Najveće otkriće ovog teorijskog fizičara bilo je da se svjetlost, rendgensko zračenje i drugi valovi ne mogu emitirati u proizvoljnom opsegu, već samo u jako malim i određenim količinama koje je on nazvao kvanti. Do tog je otkrića došao 1900., a tada se vjerovalo kako bi vruće tijelo trebalo emitirati elektromagnetske valove (kakvi su radio valovi, vidljiva svjetlost ili rendgensko zračenje) na svim frekvencijama. To znači da bi neko vruće tijelo zračilo istu količinu energije neovisno o frekvenciji. Na taj bismo, pak, način mogli doći do toga da je energija koju je to tijelo izračilo beskonačna, što je Planck dokazao netočnim u svom Planckovom zakonu.
Planck je dokazao da se zračenje tijela u stanju crvenog usijanja idealnog crnog tijela, može objasniti jedino ako se svjetlost koja se emitira ili apsorbira javlja u malim paketićima, to jest kvantima. Kako svaki kvant ima određenu količinu energije koja je bivala to veća što je viša frekvencija valova, tako bi na dovoljno visokoj frekvenciji emisija jednog jedinog kvanta zahtijevala više energije nego što je ima raspoloživo. Zbog toga je zračenje na višim frekvencijama smanjeno, čime je i opseg gubljenja energije iz tijela konačan.
Što smo ustvari dobili tim Planckovim otkrićem? Dobili smo najmanju moguću duljinu u fizici, koja se naziva Planckova duljina, a iznosi 1,616 252×10−35 metara. To znači 10 i ispred toga stavite 35 nula, što je zbilja sitno. Ili tu veličinu možete pokušati zamisliti kao stotinku milijardinke milijardinke protona. Uz to smo dobili i najmanji mogući odsječak vremena u fizici. Ono se naravno naziva Planckovo vrijeme, a predstavlja vrijeme koje je potrebno da svjetlost prijeđe Planckovu udaljenost i iznosi 5,391 24 x 10-44 s. Točno toliko vremena je moralo proći od velikog praska da bi u Svemiru počeli vrijediti zakoni fizike koje danas poznajemo.
Iako u početku kvantna teorija nije bila dobro prihvaćena, nakon što su je svojim istraživanjem potvrdili Einstein i Bohr, to su učinili i ostali fizičari. Planck je za svoje otkriće nagrađen i Nobelovom nagradom za fiziku 1918. Još jedna od važnih stvari koje su proizašle iz otkrića kvanta je i Heisenbergovo princip neodređenosti.

## Einstein i Planck
Max Planck je bio među prvima koji je prepoznao značaj posebne teorije relativnosti, koja je ubrzo prihvaćena u Njemačkoj. Einsteinovu teoriju o fotonima i fotoefektu, Planck nije u početku prihvatio, kao ni Einsteinovo objašnjenje specifičnog toplinskog kapaciteta kod niskih temperature, jer nije želio odbaciti dostignuća klasične fizike. 
Zbog toga su Max Planck i Walther Nernst organizirali Solvaysku konferenciju u Bruxellesu 1911. Na tom sastanku Einstein je uspio uvjeriti Plancka da prihvati njegove teorije. U međuvremenu je Planck postao dekan na Berlinskom univerzitetu, i 1914. je Einstein postao profesor na tom sveučilištu. Uskoro su postali dobri prijatelji, pa su čak i svirali muziku zajedno.

## Planck i politika
Dok je Einstein bio isljučivi mirotvorac, zbog čega je skoro završio u zatvoru, Planck je potpisao za vrijeme Prvog svjetskog rata neslavan "Manifest 93 intelektualca", kojim se podržava ratna propaganda. Kasnije je uvidio svoju grešku, pa je potpisao 1916. jedan proglas protiv pripajanja stranog teritorija Njemačkoj. 
1920. s Fritzom Haberom je osnovao organizaciju za financijsku pomoć znanstvenim istraživanjima i uspjeli su dobiti značajna sredstva i izvan Njemačke. 
Planck se pridružio Njemačkoj narodnoj stranci, koji je vodio Gustav Stresemann, državnik i najznačajnija ličnost za stabilizaciju Njemačke u međuratnom periodu i vraćanje povjerenja međunarodne zajednice u nju. 
Za vrijeme nacističkog režima, bio je napadan što nastavlja učiti Einsteinovu teoriju, pa su ga i nazvali "bijeli židov". U toku Drugog svjetskog rata preselio se iz Berlina u mirnije seoske krajeve. Nakon rata se preselio u Göttingen, gdje je i umro 1947.